# Ron Kenoly
Ron Kenoly (Coffeyville, Kansas, 6 de dezembro de 1944) é um cantor de música cristã contemporânea estadunidense.
Possui várias formações, incluindo uma em música do Alameda College, mestrado pela Escola Bíblica de Fé, e um possui Doutorado do Ministério de Música Sacra de Friends International Christian University. Sua carreira musical teve início após o tempo gasto na Força Aérea Americana. Iniciou a carreira com um grupo chamado Shades of Diference, mas por questões familiares teve que deixar o grupo
Em 1985 começou a trabalhar em tempo integral ministério. Ele começou como um líder no culto cristão no Jubileu Center, em San Jose, Califórnia. Não muito tempo depois, em 1987, foi ordenado e eleito como pastor de Música. Como líder de adoração e louvor tudo que ele fez foi levar culto aos lugares onde esteve e se tornou Pastor de Música, se tornou o pastor ao longo do tempo de todo o departamento de música cristã do Jubileu Center. Em 1993, após reconhecimento mundial do seu ministério passou a ser convidado a se apresentar e ministrar seus cultos de louvor por vários locais do mundo, vindo a construir uma carreira reconhecida e respeitada por todo o meio evangélico mundial.
Veio ao Brasil várias vezes, sendo uma dessas vezes em 2000, quando cantou na 49ª Convenção Estadual da Igreja do Evangelho Quadrangular em São Paulo, e em 2005, na CGADB (Convenção Geral das Assembléias de Deus no Brasil).
Em mais uma visita ao Brasil, em 17/07/2011 cantaria na Comunidade Carisma (Osasco-SP) quando foi surpreendido ao ver que o ministério de música local tocava todas suas músicas, minutos antes do culto começar. Decidiu então cantar juntamente ao grupo, deixando o playback que havia preparado de lado. Episódio raro este por conta de sempre ter tocado com excelentes músicos com os quais já estava acostumado.

## Discografia
- 1983:  You Ought To Listen To This"
- 1991:  Jesus is Alive (Hosanna!/Integrity Music)
- 1992:  Lift Him Up with Ron Kenoly (Hosanna!/Integrity Music)
- 1994:  God Is Able (Hosanna!/Integrity Music)
- 1995:  Sing Out with One Voice (Hosanna!/Integrity Music)
- 1996:  Welcome Home (Integrity Music)
- 1997:  High Places (Hosanna!/Integrity Music)
- 1998:  Majesty (Hosanna!/Integrity Music)
- 1999:  We Offer Praises (Hosanna!/Integrity Music)
- 2001:  Dwell in the House (Hosanna!Music)
- 2001:  The Perfect Gift (Right Hand Record)
- 2002:  Solo para Ti (Right Hand Record)
- 2004:  Fill The Earth (Right Hand Record)
- 2005:  Lift Him Up Colections-Ron Kenoly (Integrity Music)
- 2009:  Powerful Hymns My Mother Sang"  (Kenoly Music INC.)'"
- 2010:  Christmas With Ron Kenoly" (Kenoly Music INC.)'"
- 2013: Set Apart Is Your Name Yahwah" (Kenoly Music INC.)'"